# エネルジコ
エネルジコとは、
- 日本の、2009年生まれの競走馬。父スズカマンボ、母サンディシフター、母父Crafty Prospector。中央・地方合計で67戦3勝[1]。
- 日本の、2022年生まれの競走馬。本項にて記述。

エネルジコ（2022年4月23日 - ）は日本の競走馬。主な勝ち鞍に2025年の青葉賞。
馬名由来は「力強く(伊)。父名、母名より連想」。

## 戦績

### 2歳（2024年）
10月20日、東京競馬場5Rの2歳新馬戦でデビュー。中団後方から直線で一気に各馬を差し切り、デビュー戦での初勝利を収めた。

### 3歳（2025年）
2025年シーズンは2月2日のセントポーリア賞より始動。スタートで大きく出遅れるも、直線外を豪快に伸びて2連勝。父ドゥラメンテも2015年に同レースを制しており、父子2代での制覇を達成した。4月26日、重賞初挑戦として青葉賞に出走。後方から豪快に追い込み、デビューからの3連勝で重賞初制覇を飾るとともに、日本ダービーの優先出走権を獲得した。しかし、コンディション不良を理由に日本ダービーへの登録を見送り回避した。

## 競走成績
以下の内容は、netkeiba.comおよびJBISサーチの情報に基づく。
| 競走日     | 競馬場 | 競走名           | 格  | 距離（馬場）  | 頭 数 | 枠 番 | 馬 番 | オッズ （人気） | 着順 | タイム （上り3F） | 着差 | 騎手        | 斤量 [kg] | 1着馬（2着馬）         | 馬体重 [kg] |
| ---------- | ------ | ---------------- | --- | ------------- | ----- | ----- | ----- | --------------- | ---- | ----------------- | ---- | ----------- | --------- | ---------------------- | ----------- |
| 2024.10.20 | 東京   | 2歳新馬          |     | 芝1800m（良） | 18    | 4     | 7     | 004.80（2人）   | 01着 | R1:48.5（33.3）   | -0.2 | 0津村明秀   | 56        | （ナヴァラトゥナ）     | 440         |
| 2025.02.02 | 東京   | セントポーリア賞 | 1勝 | 芝1800m（良） | 13    | 7     | 11    | 003.00（1人）   | 01着 | R1:48.2（34.0）   | -0.2 | 0池添謙一   | 57        | （ミッキーマドンナ）   | 454         |
| 0000.04.26 | 東京   | 青葉賞           | GII | 芝2400m（良） | 13    | 7     | 10    | 002.60（1人）   | 01着 | R2:24.8（34.0）   | -0.1 | 0C.ルメール | 57        | （ファイアンクランツ） | 456         |

- 競走成績は2025年4月26日現在

## 血統表
| エネルジコの血統           | エネルジコの血統                           | エネルジコの血統                           | （血統表の出典）                           | （血統表の出典）  |
| 父系                       | キングマンボ系（ミスタープロスペクター系） | キングマンボ系（ミスタープロスペクター系） | キングマンボ系（ミスタープロスペクター系） | [ § 2 ]           |
| 父 ドゥラメンテ 2012 鹿毛  | 父の父キングカメハメハ 2001 鹿毛           | Kingmambo                                  | Mr. Prospector                             | Mr. Prospector    |
| 父 ドゥラメンテ 2012 鹿毛  | 父の父キングカメハメハ 2001 鹿毛           | Kingmambo                                  | Miesque                                    |                   |
| 父 ドゥラメンテ 2012 鹿毛  | 父の父キングカメハメハ 2001 鹿毛           | *マンファス                                | *ラストタイクーン                          | *ラストタイクーン |
| 父 ドゥラメンテ 2012 鹿毛  | 父の父キングカメハメハ 2001 鹿毛           | *マンファス                                | Pilot Bird                                 |                   |
| 父 ドゥラメンテ 2012 鹿毛  | 父の母アドマイヤグルーヴ 2000 鹿毛         | *サンデーサイレンス                        | Halo                                       | Halo              |
| 父 ドゥラメンテ 2012 鹿毛  | 父の母アドマイヤグルーヴ 2000 鹿毛         | *サンデーサイレンス                        | Wishing Well                               |                   |
| 父 ドゥラメンテ 2012 鹿毛  | 父の母アドマイヤグルーヴ 2000 鹿毛         | エアグルーヴ                               | *トニービン                                | *トニービン       |
| 父 ドゥラメンテ 2012 鹿毛  | 父の母アドマイヤグルーヴ 2000 鹿毛         | エアグルーヴ                               | ダイナカール                               |                   |
| 母 *エノラ Enora 2007 栗毛 | 母の父Noverre 1998 鹿毛                    | Rahy                                       | Blushing Groom                             | Blushing Groom    |
| 母 *エノラ Enora 2007 栗毛 | 母の父Noverre 1998 鹿毛                    | Rahy                                       | Glorious Song                              |                   |
| 母 *エノラ Enora 2007 栗毛 | 母の父Noverre 1998 鹿毛                    | *ダンスールファビュルー                    | Northern Dancer                            | Northern Dancer   |
| 母 *エノラ Enora 2007 栗毛 | 母の父Noverre 1998 鹿毛                    | *ダンスールファビュルー                    | Fabuleux Jane                              |                   |
| 母 *エノラ Enora 2007 栗毛 | 母の母Enrica 1994 栗毛                     | Niniski                                    | Nijinsky                                   | Nijinsky          |
| 母 *エノラ Enora 2007 栗毛 | 母の母Enrica 1994 栗毛                     | Niniski                                    | Virginia Hills                             |                   |
| 母 *エノラ Enora 2007 栗毛 | 母の母Enrica 1994 栗毛                     | Eicidora                                   | Surumu                                     | Surumu            |
| 母 *エノラ Enora 2007 栗毛 | 母の母Enrica 1994 栗毛                     | Eicidora                                   | Envira                                     |                   |
| 母系(F-No.)                | エノラ(GER)系(FN:19)                       | エノラ(GER)系(FN:19)                       | エノラ(GER)系(FN:19)                       | [ § 3 ]           |
| 5代内の近親交配            | Halo：S4×M5、Northern Dancer：M4×M5        | Halo：S4×M5、Northern Dancer：M4×M5        | Halo：S4×M5、Northern Dancer：M4×M5        | [ § 4 ]           |
| 出典                       | 1. 2. 3. 4.                                | 1. 2. 3. 4.                                | 1. 2. 3. 4.                                | 1. 2. 3. 4.       |